# William Fritz
William Fritz (William Duncan „Bill“ Fritz; * 14. August 1914 in Ferrybank, Alberta; † 14. Oktober 1995 in London, Ontario) war ein kanadischer Sprinter.
Bei den British Empire Games 1934 in London wurde er Vierter im 440-Yards-Lauf und gewann mit der kanadischen Mannschaft Silber in der 4-mal-440-Yards-Staffel. 
1936 wurde er bei den Olympischen Spielen in Berlin Fünfter im 400-Meter-Lauf und kam mit dem kanadischen Team in der 4-mal-400-Meter-Staffel auf den vierten Platz.
1938 gewann er bei den British Empire Games in Sydney Gold mit der kanadischen Stafette über 4 mal 440 Yards und Silber im Einzelwettbewerb über 440 Yards.